# La Negrilla - Forja XXI
El barrio de La Negrilla - La Doctora Oeste es el primer barrio exterior a la SE-30 del distrito Cerro-Amate. Se trata de un barrio de reciente construcción junto a casas de mediados del siglo XX. Sus límites están en la A-92 por el norte, la SE-30 por el oeste, las vías férreas por el este y el barrio de Padre Pío por el sur. El barrio se divide en dos pequeñas zonas de mismo nombre: La Negrilla y Forja XXI.

## Barriadas

### La Negrilla
A finales de los años 60 comienza un proceso de autoconstrucción sobre los terrenos cercanos a la Hacienda de Su Eminencia y las vaquería de la Negrilla. Al igual que en San José de Palmete o Padre Pío, los edificios eran autoconstrucciones, careciendo la zona de agua o alcantarillado durante años. Predominan las casas unifamiliares, aunque en los últimos años se han venido construyendo modernos bloques de pisos en la zona.

### Forja XXI
A comienzos del siglo XXI se construyen bloques de viviendas en la zona despoblada entre la Hacienda de Su Eminencia y la zona de la Negrilla. Estos bloques se caracterizan por ser construcciones en altura, rompiendo con la tradicional de comunidades de viviendas unifamiliares.
La expansión de estos bloques ha ocupado casi la totalidad del área urbanizable, quedando las dos barriadas unidas formando un único barrio. El nombre viene de la rotonda principal de la barriada, glorieta Forja XXI, el cual comparte con el parque y el centro formativo en el que se convirtió la Hacienda de Su Eminencia

## Comunicaciones
Discurren por la zona tres líneas de Tussam, la línea 24, procedente del barrio de Padre Pío con destino centro, la línea 52 al salir de San José de Palmete y la línea nocturna A4.
| LÍNEA | Trayecto                               | Zona               |
| ----- | -------------------------------------- | ------------------ |
| 24    | Ponce de León > Doctora Oeste          | Radial este        |
| 52    | San Bernardo > Barriada de Palmete     | Periférica sureste |
| A4    | Prado San Sebastián > Barriada Palmete | Nocturna           |

En el barrio se encuentra la estación de la línea C-4 de Cercanías de Sevilla, que comunica el barrio con el Hospital Virgen del Rocío, la Estación de San Bernardo, Santa Justa y Sevilla Este. 
| Origen/destino | <                    | Línea | >                | Destino/origen |
| -------------- | -------------------- | ----- | ---------------- | -------------- |
| Circular       | Palacio de Congresos |       | Virgen del Rocío | Circular       |

Mediante carretera, tiene salida a la SE-30, la SE-8028, y la cercana carretera de Málaga, la A-92. Comunica con el resto de la ciudad mediante el puente que conecta con la avenida de la Revoltosa.

## Infraestructuras
En el barrio podemos encontrar la estación logística de la Negrilla, la central logística de Correos y el Instituto Leonardo Da Vinci.
Cerca del barrio, encontramos el Polígono Industrial El Pino y el Parque Industrial la Negrilla, con multitud de servicios o la tienda Decathlon a escasos minutos en coche, ya dentro del término municipal de Alcalá de Guadaíra.
El barrio cuenta con el Centro de Deporte la Doctora-Padre Pío. Dentro de los límites del barrio se encuentra el Centro de Transportes de Mercancías de la ciudad de Sevilla

## Historia
En el límite del barrio, entre la barriada de Padre Pío y la Negrilla, se encuentra la Hacienda de Su Eminencia. Recibe este nombre ya que fue mandada a construir por el cardenal Solís en 1760. Tras la desamortización de Mendizabal, en el siglo XIX, pasó a manos del Estado, que la arrendaba a aristócratas. La hacienda estuvo habitada hasta 1992 por la marquesa de Tábara, hasta su fallecimiento. Posteriormente se convirtió en un centro formativo de la fundación Forja XXI y un parque público de mismo nombre.

## Población y economía
El conjunto de los barrios de Palmete – Padre Pío – La Doctora y La Negrilla suman un total aproximado de 18.000 habitantes en más de 6.200 hogares, siendo La Negrilla y La Doctora  donde se concentra la mayor densidad de población, presentando el conjunto una media de edad de 36 años con solo un 10% de personas mayores de 64 años y cerca de un 44% de hogares con al menos un menor entre sus miembros.
Con el crecimiento residencial ha producido un cambio de industrial-ganadero a comercial en la estructura económica local. 
Desde el origen de la urbanización del barrio desaparecieron las huertas y en la actualidad tampoco quedan cuadras, resultando una estructura económica local se puede dividir en tres grandes bloques:

### Logística:
Rodean al barrio dos importantes instalaciones de logística:
La estación de ferrocarriles de Sevilla - La Negrilla.
El centro de transportes de mercancías de Sevilla - La Negrilla (CTM Sevilla)

### Parque industrial de la Negrilla:[4]
Aunque sitiado fuera de los límites del barrio, toma de este su nombre; está situado en el este de la ciudad de Sevilla, junto con el polígono industrial  El Pino al este, la autopista A92 al norte, el ramal de tren y la autopista A4 al oeste y la Calle San José de Palmete al sur. Los accesos principales se producen desde la autopista A92 y desde la Calle San José de Palmete, así como desde el P.E. El Pino, siendo un espacio con doce viales.
Las naves son principalmente de menos de 500 m2 con algunas naves de más de 1.000 m2 y una de más de 13.000 m2, correspondiente a la empresa Porcelanosa.
Cuenta con unas 220 empresas instaladas, destacando mayoristas/minoristas de textil. Actualmente existen cerca de 60 parcelas disponibles.

### Comercio local:
La mayor densidad de población ha supuesto el desplazamiento de la mayor parte de las pequeñas industrias por comercios y servicios de cercanía.
En la actualidad los comercios locales más antiguos son: Muebles La Negrilla, Muebles Carretero y el Hostal Alamare